# Basilique Saint-Louis-Marie-Grignion-de-Montfort
 (août 2023).
Si vous disposez d'ouvrages ou d'articles de référence ou si vous connaissez des sites web de qualité traitant du thème abordé ici, merci de compléter l'article en donnant les références utiles à sa vérifiabilité et en les liant à la section « Notes et références ».
La basilique Saint-Louis-Marie-Grignion-de-Montfort est une église de style romano-byzantin située au centre de la ville de Saint-Laurent-sur-Sèvre, dans le département français de la Vendée en région Pays de la Loire.

## Histoire de la basilique
La basilique actuelle est bâtie sur l'emplacement de l'église du XIe siècle.
Cette église abrite les tombeaux de Louis-Marie Grignion de Montfort et de Marie-Louise Trichet.
Elle reçoit en 1962 la consécration liturgique et fut érigée en basilique mineure par un décret du pape Jean XXIII.
Les plans sont dressés, dans le style romano-byzantin, par M. Fraboulet, architecte à Nantes.
La première pierre du monument est posée le 30 septembre 1889.
La première tranche des travaux, soit la crypte, l'abside, le transept et le clocher, est achevée en 1892.
Longtemps interrompus, les travaux reprennent en 1939. La nef est achevée en 1949.
Au lieu des six travées prévues, quatre seulement sont réalisées. La nef ne mesure donc que 20 mètres.

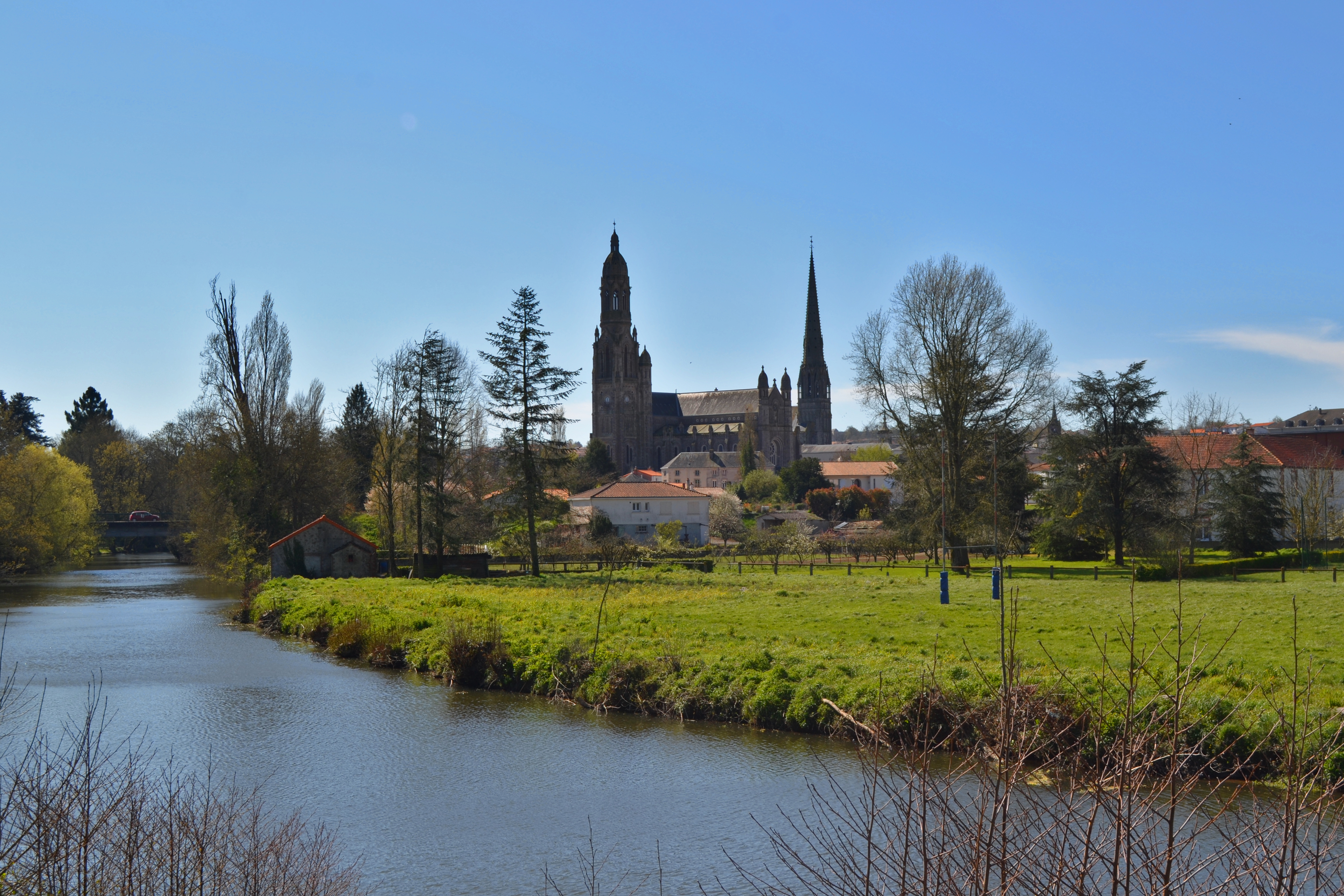

## Description

### Tombeaux et ciborium
Surmontant la double tombe de Louis-Marie de Montfort et de Marie-Louise Trichet (elle a été refaite pour la béatification de 1993), le ciborium est réalisé par l'architecte M. Rouillard d'Angers. Il est en pierre blanche de Lavour. Il est soutenu par quatre colonnes en marbre vert des Pyrénées et porte aux angles quatre anges aux ailes déployées. En leurs mains, les symboles de deux grands amours de Montfort : la croix et le rosaire. Au mur, les deux premières pierres tombales.
Une troisième tombe est celle du marquis de Magnanne, ami et disciple de Montfort et compagnon de ses missionnaires.
À droite, apposé au mur, une croix constituée des restes du calvaire du P. Montfort.
À gauche, un tableau de Claudius Lavergne (don du pape Léon XIII) représente Louis-Marie donnant l'habit religieux à la sœur Marie-Louise Trichet, en présence de deux autres personnages, dont l'un est René Mulot et l'autre le frère Mathurin.

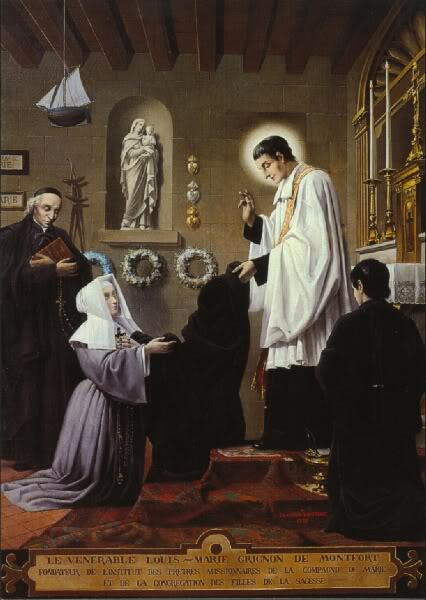

### Chœur et transept
Le chœur est vaste, sans pourtour, mais avec une suite d'arcatures saillantes qui se dessinent fortement tout autour : il a 20 m de profondeur.
Dans l'abside centrale large de 10 mètres :
- le maître-autel en granit (1956).
- l'autel et l'ambon, avec émaux de l'abbaye de Ligugé, en souvenir de la visite du pape Jean-Paul II (1998).

Le transept, large de 30 mètres, est porté par des piliers élégants.
Les clefs de voûte sont à 20 mètres de hauteur.
Deux absidioles, de chaque côté, abritent les chapelles :
- la première à gauche : la chapelle du Saint-Sacrement, également dédiée à Marie. La statue de Marie (restaurée) vient de l'ancienne église. Elle a été vénérée par le père de Montfort ;
- la deuxième à gauche, dédiée à Louis-Marie ;
- la première à droite, dédiée à Joseph ;
- la deuxième à droite, dédiée à Laurent de Rome[2].

### Vue d'ensemble
- Les grains d'un rosaire, signe de la dévotion de Montfort à Marie, se distinguent sous la corniche intérieure du transept du chœur.
- L'éclairage (réalisé en 1995), met heureusement en valeur l'ensemble de l'architecture.
- Le grand orgue de 45 jeux, installé en 1998, est dû au facteur d'orgue Formentelli.
- Des lieux d'accueil pour la réconciliation ont été réalisés pour l'année jubilaire 2000.

### Vitraux

#### Dans le transept et le chœur (réalisés par Yves Dehais: 1962-1969), les mystères du rosaire
Dans le transept, côté gauche :
- L'annonciation (près tribune du clocher),
- La Visitation,
- La nativité,
- La présentation de Jésus,
- Le recouvrement de Jésus.

Dans le chœur, à gauche, deux scènes :
- L'agonie de Jésus au jardin des Oliviers (en haut),
- La flagellation de Jésus, (en bas).

Au centre :
- La crucifixion, (avec la Vierge, Jean, au pied Marie Madeleine).

À droite, deux scènes :
- Le couronnement d'épines, (en haut),
- Le portement de croix, (en bas).

Dans le transept, côté droit : 
- La Résurrection du Christ,
- L'ascension du Christ,
- La Pentecôte,
- L'Assomption de Marie,
- Le couronnement de Marie (au centre: l'Esprit-Saint, entouré de symboles mariaux tirés de la Bible ; sur les cotés : les prophètes de l'Ancien Testament: Isaïe et Daniel, Ezéchiel et David),

Après l'orgue : 
- Le rosaire (remis par la Vierge à Dominique de Guzmán),
- Laurent de Rome avec son gril. Sous ce vitrail, on peut remarquer un tableau récemment restauré qui représente le « martyre de Saint-Laurent »

#### Dans la nef (réalisées parVan Guyet Maumejean - 1947-1951), des scènes de la vie de Louis-Marie
à gauche (côté tombeaux), en montant :
- Montfort sur la route de Chartres,
- Montfort aux pieds du pape Clément XI,
- Montfort célébrant l'Eucharistie ;

et au-dessus des tombeaux, de côté, autres scènes de la vie du Saint :
- en haut, Montfort évangélisant les campagnes,
- au milieu, Montfort sur son lit de mort,
- en bas, Montfort adolescent, priant avec ses sœurs ;

à droite, en descendant :
- Montfort remettant les règles de la congrégation à un père et à un frère,
- Marie-Louise de Jésus, cofondatrice des Filles de la Sagesse, entourée de pauvres et d'infirmes.
- Scènes de l'épopée vendéenne[pas clair].

Au baptistère:
- l'Esprit-Saint, source de vie, avec la foi (or), l'espérance (vert), la charité (rouge).

### Crypte
La crypte est de même style que l'ensemble de la basilique.
La statue de Montfort mourant, vient de la basilique où elle a été remplacée au tombeau par le ciborium.
La belle épitaphe est celle qui fut placée près du tombeau, peu de temps après la mort de Montfort.

### Façade et clocher
La façade comprend trois entrées encadrées de deux petites tourelles (escaliers de la tribune).
Au centre, au-dessus de la verrière, une statue du Père de Montfort (réalisée par le sculpteur Maillard).
Le clocher domine de ses 75 mètres la cité de Saint-Laurent-sur-Sèvre et abrite avec l'horloge quatre cloches (do-ré-mi-sol).